# Tiny Tim (cohete)
El Tiny Tim (en castellano: Pequeño Tim), era un cohete aire-tierra de Estados Unidos usado cerca del final de la Segunda Guerra Mundial. Una fuente establece que fue construido en respuesta a un requerimiento de la Armada de Estados Unidos solicitando un cohete antibuque capaz de impactar a una nave fuera del alcance de su defensa antiaérea, con una carga capaz de hundir a grandes buques. Sin embargo, de acuerdo a la Revista China Lake Weapons Digest, el Tiny Tim fue:

... diseñado por el equipo Caltech-China Lake como un destructor de búnkeres, Tim fue el primer cohete de gran tamaño para aviones y, aunque vio limitado servicio durante la Segunda Guerra Mundial, ayudó a poner las bases de muchos desarrollos en cohetería en la postguerra.

El Tiny Tim tenía una ojiva de alto poder explosivo de 68 kilos (150 libras) y un alcance máximo de 1.500 metros (1.640 yardas).
Fueron usados por la Armada de Estados Unidos y el Cuerpo de Marines de los Estados Unidos cerca del final de la guerra durante la Batalla de Okinawa, y durante la guerra de Corea. Un problema con la tremenda potencia del motor cohete era que causaba daños al avión que lo estaba lanzando, y que fue resuelto haciendo que el Tiny Tim cayera como una bomba, y una cuerda amarrada al cohete se cortara, causando que el motor se encendiera. Los blancos más comunes incluían cañones de defensa costera, puentes, casamatas, tanques y buques en general. Una ambiciosa operación fue planeada para usar los Tiny Tim contra los sitios de lanzamiento de los V-1 alemanes como parte de la Operación Crossbow, a la que se le dio el nombre de código Proyecto Danny, pero se canceló antes de que el escuadrón asignado pudiera ser desplegado a Europa.
Los aviones que utilizaron al Tiny Tim durante la Segunda Guerra Mundial incluyeron al F4U Corsair, al F6F Hellcat, al TBM Avenger y el SB2C Helldiver.